# Associazione Calcio Cesena 1985-1986
Questa voce raccoglie le informazioni riguardanti l'Associazione Calcio Cesena nelle competizioni ufficiali della stagione 1985-1986.

## Stagione
Nella stagione 1985-1986 il Cesena disputa il campionato cadetto, ha raccolto 39 punti e ottenuto l'ottava posizione finale. Dopo un discreto girone di andata, chiuso con 22 punti in terza posizione, la squadra bianconera allenata da Adriano Buffoni, nel girone di ritorno non mantiene le attese, raccogliendo solo 17 punti, e accontentandosi di un onorevole piazzamento. Sugli scudi i due attaccanti bianconeri Massimo Agostini e Mauro Gibellini che hanno segnato entrambi 13 reti. Nella Coppa Italia il Cesena disputa il quarto girone di qualificazione, vinto dall'Inter con 8 punti, come seconda passa agli ottavi di finale l'Empoli, per miglior differenza reti rispetto al Cesena, al Brescia ed all'Avellino, tutte con 5 punti.

## Organigramma societario
Area direttiva
- Presidente: Edmeo Lugaresi
- Direttore sportivo: Pier Luigi Cera
- Segretario: Pietro Sarti

Area tecnica
- Allenatore: Adriano Buffoni
- Viveallenatore: Emilio Bonci
- Preparatore atletico: prof. Paolo Righi

## Rosa
| N. |                   | Ruolo | Calciatore         |
| -- | ----------------- | ----- | ------------------ |
|    | Italia (bandiera) | A     | Massimo Agostini   |
|    | Italia (bandiera) | C     | Giuseppe Angelini  |
|    | Italia (bandiera) | C     | Roberto Barozzi    |
|    | Italia (bandiera) | A     | Alessandro Bianchi |
|    | Italia (bandiera) | A     | Antonio Bogoni     |
|    | Italia (bandiera) | P     | Fausto Borin       |
|    | Italia (bandiera) | C     | Rocco Cotroneo     |
|    | Italia (bandiera) | D     | Agatino Cuttone    |
|    | Italia (bandiera) | P     | Stefano Dadina     |
|    | Italia (bandiera) | A     | Mauro Gibellini    |

| N. |                   | Ruolo | Calciatore          |
| -- | ----------------- | ----- | ------------------- |
|    | Italia (bandiera) | C     | Gianluca Leoni      |
|    | Italia (bandiera) | D     | Ivano Martini       |
|    | Italia (bandiera) | D     | Luca Meazza         |
|    | Italia (bandiera) | D     | Davide Nardi        |
|    | Italia (bandiera) | D     | Franco Pancheri     |
|    | Italia (bandiera) | C     | Fabrizio Perrotti   |
|    | Italia (bandiera) | A     | Ruggiero Rizzitelli |
|    | Italia (bandiera) | C     | Patrizio Sala       |
|    | Italia (bandiera) | C     | Dario Sanguin       |
|    | Italia (bandiera) | A     | Pasquale Traini     |

## Calciomercato
| Acquisti         | Acquisti          | Acquisti  | Acquisti   |
| R.               | Nome              | da        | Modalità   |
| ---------------- | ----------------- | --------- | ---------- |
| A                | Pasquale Traini   | Taranto   | definitivo |
| P                | Fausto Borin      | Cremonese | definitivo |
| D                | Franco Pancheri   | Cremonese | definitivo |
| C                | Mauro Gibellini   | Perugia   | definitivo |
| P                | Sebastiano Rossi  | Empoli    | prestito   |
| Altre operazioni |                   |           |            |
| R.               | Nome              | da        | Modalità   |
| D                | Ivano Martini     | Frosinone | definitivo |
| D                | Antonio Bogoni    | Ascoli    | definitivo |
| D                | Luca Meazza       | Taranto   | definitivo |
| D                | Davide Nardi      | Treviso   | definitivo |
| C                | Fabrizio Perrotti | Ascoli    | definitivo |

| Cessioni         | Cessioni               | Cessioni   | Cessioni      |
| R.               | Nome                   | a          | Modalità      |
| ---------------- | ---------------------- | ---------- | ------------- |
| P                | Sebastiano Rossi       | Rondinella | prestito      |
| P                | Michelangelo Rampulla  | Cremonese  | definitivo    |
| C                | Antonio Genzano        | Casertana  | definitivo    |
| P                | Roberto Russo          | Campobasso | definitivo    |
| C                | Augusto Gabriele       | Parma      | definitivo    |
| A                | Vittorio Cozzella      | Catanzaro  | definitivo    |
| D                | Luciano Spinosi        |            | fine carriera |
| D                | Giampiero Ceccarelli   |            | fine carriera |
| Altre operazioni |                        |            |               |
| R.               | Nome                   | a          | Modalità      |
| D                | Daniele Conti          | Taranto    | definitivo    |
| D                | Davide Nardi           | Pavia      | definitivo    |
| A                | Massimiliano Menegatti | Pavia      | definitivo    |

## Risultati

### Serie B

#### Girone di andata
| Arbitro: | Redini (Pisa) |

|                 |           |  |
| M. Agostini 74’ | Marcatori |  |

| Arbitro: | Pirandola (Lecce) |

|                        |           |         |
| Brondi 19’ Gregori 47’ | Marcatori | Sanguin |

| Arbitro: | Ongaro (Rovigo) |

|                               |           |                                                          |
| Borghi 43’ (rig.) Polenta 87’ | Marcatori | 23’ M. Agostini 47’ Sala 65’ (rig.) Gibellini 80’ Traini |

| Arbitro: | Da Pozzo (Monza) |

|                                  |           |                |
| Barozzi 52’ Gibellini 69’ (rig.) | Marcatori | 61’ L. De Rosa |

| Arbitro: | Lamorgese (Potenza) |

|                      |           |                                    |
| Sasso 11’ Minoia 74’ | Marcatori | 61’ (rig.) Traini 79’ (aut.) Pozza |

| Arbitro: | Fabricatore (Roma) |

|               |           |  |
| Gibellini 22’ | Marcatori |  |

| Cesena 20 ottobre 1985 7ª giornata | Cesena           | 0 – 0 referto | Cagliari | Stadio La Fiorita\| Arbitro: \| Baldas (Trieste) \| |
| Arbitro:                           | Baldas (Trieste) |               |          |                                                     |

| Arbitro: | Pezzella (Frattamaggiore) |

|         |           |  |
| Marulla | Marcatori |  |

| Arbitro: | Bruschini (Firenze) |

|                 |           |               |
| M. Agostini 87’ | Marcatori | 90’ Parpiglia |

| Arbitro: | Esposito (Torre del Greco) |

|                          |           |                  |
| Marronaro 33’ Ottoni 60’ | Marcatori | 4’ (rig.) Traini |

| Arbitro: | Lombardo (Marsala) |

|                                           |           |             |
| Gibellini 25’, 61’ (rig.) M. Agostini 44’ | Marcatori | 83’ Torrisi |

| Arbitro: | Magni (Bergamo) |

|  |           |             |
|  | Marcatori | 51’ Barozzi |

| Perugia 1º dicembre 1985 13ª giornata | Perugia           | 0 – 0 referto | Cesena | Stadio Renato Curi\| Arbitro: \| Pairetto (Torino) \| |
| Arbitro:                              | Pairetto (Torino) |               |        |                                                       |

| Arbitro: | Gabrielli (Prato) |

|                             |           |                 |
| M. Agostini 40’ Barozzi 89’ | Marcatori | 78’ (rig.) Ambu |

| Arbitro: | Agnolin (Bassano del Grappa) |

|                         |           |                 |
| Gritti 3’ Gentilini 42’ | Marcatori | 28’ M. Agostini |

| Arbitro: | Pirandola (Lecce) |

|             |           |  |
| Sanguin 86’ | Marcatori |  |

| Arbitro: | Baldi (Roma) |

|                                             |           |                                     |
| Gualco 39’ Galletti 45’ (rig.) Garzilli 84’ | Marcatori | 7’ M. Agostini 48’ (rig.) Gibellini |

| Arbitro: | Sguizzato (Verona) |

|                 |           |               |
| M. Agostini 15’ | Marcatori | 35’ F. Romano |

| Arbitro: | Longhi |

|                         |           |                                      |
| Cecconi 19’, 83’ (rig.) | Marcatori | 15’ (rig.) Gibellini 17’ M. Agostini |

#### Girone di ritorno
| Arbitro: | Casarin (Milano) |

|                |           |  |
| Incocciati 37’ | Marcatori |  |

| Arbitro: | Bianciardi (Siena) |

|                           |           |  |
| Gibellini 15’, 63’ (rig.) | Marcatori |  |

| Arbitro: | Frigerio (Milano) |

|                           |           |  |
| Gibellini 37’ Barozzi 55’ | Marcatori |  |

| Arbitro: | D'Elia (Salerno) |

|                    |           |               |
| Sanguin 10’ (aut.) | Marcatori | 27’ Gibellini |

| Arbitro: | Baldi (Roma) |

|                  |           |           |
| Minoia 3’ (aut.) | Marcatori | 48’ Sasso |

| Arbitro: | Leni (Perugia) |

|             |           |               |
| Sorbello 8’ | Marcatori | 59’ Gibellini |

| Arbitro: | Paparesta (Bari) |

|                                 |           |  |
| Piras 11’ (rig.) Bernardini 70’ | Marcatori |  |

| Cesena 16 marzo 1986 27ª giornata | Cesena            | 0 – 0 referto | Genoa | Stadio La Fiorita\| Arbitro: \| Mattei (Macerata) \| |
| Arbitro:                          | Mattei (Macerata) |               |       |                                                      |

| Campobasso 29 marzo 1986 28ª giornata | Campobasso    | 0 – 0 referto | Cesena | Stadio Giovanni Romagnoli\| Arbitro: \| Testa (Prato) \| |
| Arbitro:                              | Testa (Prato) |               |        |                                                          |

| Arbitro: | Frigerio (Milano) |

|             |           |              |
| Barozzi 45’ | Marcatori | 1’ Marronaro |

| Arbitro: | Lamorgese (Potenza) |

|            |           |                 |
| Garlini 3’ | Marcatori | 35’ M. Agostini |

| Arbitro: | D'Elia (Salerno) |

|                 |           |  |
| M. Agostini 57’ | Marcatori |  |

| Arbitro: | Amendolia (Messina) |

|                              |           |  |
| Sanguin Gibellini 37’ (rig.) | Marcatori |  |

| Arbitro: | Pairetto (Torino) |

|                                                 |           |                              |
| D. Tacconi 8’ Beccalossi 47’ (rig.), 67’ (rig.) | Marcatori | 29’ M. Agostini 90’ Perrotti |

| Arbitro: | Redini (Pisa) |

|                             |           |                                  |
| Sanguin 35’ M. Agostini 37’ | Marcatori | 24’ (rig.) Gritti 77’ S. Mariani |

| San Benedetto del Tronto 25 maggio 1986 35ª giornata | Sambenedettese | 0 – 0 referto | Cesena | Stadio Riviera delle Palme\| Arbitro: \| Pieri (Genova) \| |
| Arbitro:                                             | Pieri (Genova) |               |        |                                                            |

| Arbitro: | Sguizzato (Verona) |

|  |           |              |
|  | Marcatori | 60’ Lombardo |

| Arbitro: | D'Elia (Salerno) |

|                                     |           |  |
| Pancheri 42’ (aut.) Di Giovanni 81’ | Marcatori |  |

| Arbitro: | Mattei (Macerata) |

|  |           |            |
|  | Marcatori | 15’ Urbano |

### Coppa Italia

#### Quarto girone
| Cesena 21 agosto 1985 1ª giornata | Cesena           | 0 – 0 referto | Inter | Stadio La Fiorita\| Arbitro: \| Lanese (Messina) \| |
| Arbitro:                          | Lanese (Messina) |               |       |                                                     |

| Arbitro: | Frigerio (Milano) |

|                   |           |                  |
| Traini 35’ (rig.) | Marcatori | 47’ Della Monica |

| Benevento 28 agosto 1985 3ª giornata | Avellino            | 0 – 0 referto | Cesena | Stadio Santa Colomba\| Arbitro: \| Lamorgese (Potenza) \| |
| Arbitro:                             | Lamorgese (Potenza) |               |        |                                                           |

| Arbitro: | Amendolia (Messina) |

|  |           |                        |
|  | Marcatori | 14’ Ascagni 77’ Gritti |

| Arbitro: | Pirandola (Lecce) |

|             |           |                           |
| D. Moro 39’ | Marcatori | 29’ Angelini 81’ Perrotti |

## Statistiche

### Statistiche di squadra
| Competizione | Punti | In casa | In casa | In casa | In casa | In casa | In casa | In trasferta | In trasferta | In trasferta | In trasferta | In trasferta | In trasferta | Totale | Totale | Totale | Totale | Totale | Totale | DR |
| Competizione | Punti | G       | V       | N       | P       | Gf      | Gs      | G            | V            | N            | P            | Gf           | Gs           | G      | V      | N      | P      | Gf     | Gs     | DR |
| ------------ | ----- | ------- | ------- | ------- | ------- | ------- | ------- | ------------ | ------------ | ------------ | ------------ | ------------ | ------------ | ------ | ------ | ------ | ------ | ------ | ------ | -- |
| Serie B      | 28    | 19      | 10      | 7       | 2       | 23      | 11      | 19           | 2            | 8            | 9            | 19           | 27           | 38     | 12     | 15     | 11     | 42     | 38     | +4 |
| Coppa Italia | 5     | 3       | 0       | 2       | 1       | 1       | 3       | 2            | 1            | 1            | 0            | 2            | 1            | 5      | 1      | 3      | 1      | 3      | 4      | -1 |
| Totale       | 33    | 22      | 10      | 9       | 3       | 24      | 14      | 22           | 3            | 9            | 9            | 21           | 28           | 43     | 13     | 18     | 12     | 45     | 42     | +3 |

### Statistiche dei giocatori
| Giocatore     | Serie B  | Serie B | Serie B     | Serie B    | Coppa Italia | Coppa Italia | Coppa Italia | Coppa Italia | Totale   | Totale | Totale      | Totale     |
| Giocatore     | Presenze | Reti    | Ammonizioni | Espulsioni | Presenze     | Reti         | Ammonizioni  | Espulsioni   | Presenze | Reti   | Ammonizioni | Espulsioni |
| ------------- | -------- | ------- | ----------- | ---------- | ------------ | ------------ | ------------ | ------------ | -------- | ------ | ----------- | ---------- |
| M. Agostini   | 35       | 13      | ?           | ?          | 4            | 0            | ?            | ?            | 39       | 13     | ?           | ?          |
| G. Angelini   | 34       | 0       | ?           | ?          | 5            | 1            | ?            | ?            | 39       | 1      | ?           | ?          |
| R. Barozzi    | 33       | 5       | ?           | ?          | 4            | 0            | ?            | ?            | 37       | 5      | ?           | ?          |
| A. Bianchi    | 12       | 0       | ?           | ?          | 0            | 0            | 0            | 0            | 12       | 0      | 0+          | 0+         |
| A. Bogoni     | 21       | 0       | ?           | ?          | 5            | 0            | ?            | ?            | 26       | 0      | ?           | ?          |
| F. Borin      | 26       | -24     | ?           | ?          | 5            | 0            | ?            | ?            | 31       | -24    | ?           | ?          |
| R. Cotroneo   | 33       | 0       | ?           | ?          | 3            | 0            | ?            | ?            | 36       | 0      | ?           | ?          |
| A. Cuttone    | 38       | 0       | ?           | ?          | 3            | 0            | ?            | ?            | 41       | 0      | ?           | ?          |
| S. Dadina     | 12       | -14     | ?           | ?          | 1            | -1           | ?            | ?            | 13       | -15    | ?           | ?          |
| M. Gibellini  | 34       | 13      | ?           | ?          | 4            | 0            | ?            | ?            | 38       | 13     | ?           | ?          |
| G. Leoni      | 30       | 0       | ?           | ?          | 5            | 0            | ?            | ?            | 35       | 0      | ?           | ?          |
| I. Martini    | 6        | 0       | ?           | ?          | 3            | 0            | ?            | ?            | 9        | 0      | ?           | ?          |
| L. Meazza     | 13       | 0       | ?           | ?          | 0            | 0            | 0            | 0            | 13       | 0      | 0+          | 0+         |
| D. Nardi      | 2        | 0       | ?           | ?          | 5            | 0            | ?            | ?            | 7        | 0      | ?           | ?          |
| F. Pancheri   | 38       | 0       | ?           | ?          | 5            | 0            | ?            | ?            | 43       | 0      | ?           | ?          |
| F. Perrotti   | 16       | 1       | ?           | ?          | 1            | 1            | ?            | ?            | 17       | 2      | ?           | ?          |
| R. Rizzitelli | 6        | 0       | ?           | ?          | 0            | 0            | 0            | 0            | 6        | 0      | 0+          | 0+         |
| P. Sala       | 31       | 1       | ?           | ?          | 4            | 0            | ?            | ?            | 35       | 1      | ?           | ?          |
| D. Sanguin    | 31       | 4       | ?           | ?          | 5            | 0            | ?            | ?            | 36       | 4      | ?           | ?          |
| P. Traini     | 33       | 3       | ?           | ?          | 5            | 1            | ?            | ?            | 38       | 4      | ?           | ?          |